# Часы Colgate (Индиана)
Часы Colgate (англ. Colgate Clock) — часы, расположенные на бывшем заводе Colgate-Palmolive в Кларксвилле, штат Индиана, прямо через реку Огайо от Луисвилла, штат Кентукки. Являются одними из самых больших часов в мире (диаметр циферблата — 12 метров).

## История
До того, как здание было приобретено компанией Colgate, оно служило Южным исправительным учреждением Индианы (англ. Indiana Reformatory South). Здание было открыто в 1847 году на месте государственной тюрьмы, основанной в 1821 году в Джефферсонвилле. В 1919 году в здании вспыхнул пожар, причинивший значительный ущерб, и ремонт здания был бы очень дорог. Вместо этого власти штата Индиана решили перенести тюрьму в Пендлтон.
В 1923 году штат был продан компании Colgate. Заключённые, отбывавшие наказание в исправительном учреждении, на самом деле помогали с преобразованием здания из тюрьмы в мыловаренный завод и, пока происходило переоборудование, даже оставались в камерах.
Часы, спроектированные инженером Colgate Уорреном Дэйви (англ. Warren Davey), были сооружены компанией Seth Thomas Clock Company к столетию бренда Colgate в 1906 году. Изначально они располагались на предприятиях Colgate-Palmolive в Джерси-Сити, штат Нью-Джерси, а в 1924 году часы были установлены на бывшем заводе Colgate-Palmolive в Индиане. Таким образом, на заводе Colgate-Palmolive в Нью-Джерси были установлены более крупные часы.

## Упразднение

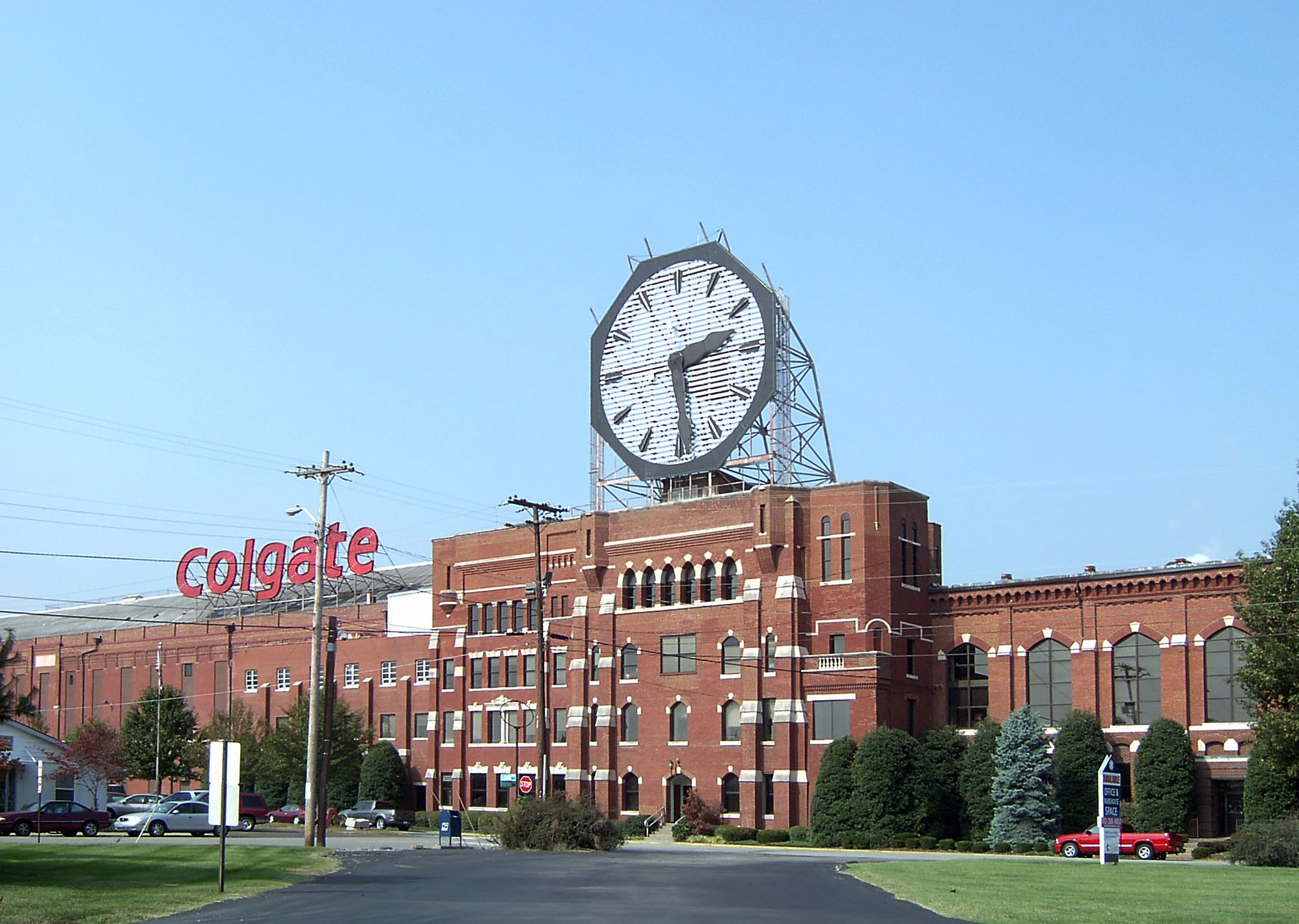
Завод Colgate-Palmolive с часами в Кларксвилле, 2006 год

В 2006 году подразделение Colgate-Palmolive в Индиане было включено в список 10 наиболее угрожаемых достопримечательностей штата Индиана. В 2008 году компания Colgate-Palmolive планировала закрыть свой завод в Индиане и перенести свою деятельность в Теннесси и Мексику. Планов по сохранению часов не было построено.
13 февраля 2007 года завод Colgate-Palmolive в Индиане снова оказался в списке фабрик, находящихся под угрозой исчезновения. Бренд Colgate отказался от предложения внести свой завод в Национальный реестр исторических мест (англ. National Register of Historic Places).